# Resomia ornicephala
Resomia ornicephala is een hydroïdpoliep uit de familie Agalmatidae. De poliep komt uit het geslacht Resomia. Resomia ornicephala werd in 2009 voor het eerst wetenschappelijk beschreven door Pugh & Haddock. 